# Aéroport de Buffalo Narrows
L'aéroport de Buffalo Narrows est un aéroport situé en Saskatchewan, au Canada.